# 李勤 (赛艇运动员)
李勤（1981年4月17日—），四川苍溪人，中国女子赛艇运动员。她曾代表中国参加世界赛艇锦标赛，获得一枚金牌。她也曾参加2008年夏季奥林匹克运动会。